# Annemarie Puts
Annemarie Puts es una deportista neerlandesa que compitió en tiro con arco, en la modalidad de arco compuesto. Ganó una medalla de plata en el Campeonato Mundial de Tiro con Arco al Aire Libre de 1999 y dos medallas en el Campeonato Europeo de Tiro con Arco al Aire Libre, bronce en 1996 y oro en 2000.

## Palmarés internacional
| Campeonato Mundial al Aire Libre | Campeonato Mundial al Aire Libre | Campeonato Mundial al Aire Libre | Campeonato Mundial al Aire Libre |
| Año                              | Lugar                            | Medalla                          | Prueba                           |
| -------------------------------- | -------------------------------- | -------------------------------- | -------------------------------- |
| 1999                             | Riom (Francia)                   | Medalla de plata                 | Equipo                           |
| Campeonato Europeo al Aire Libre |                                  |                                  |                                  |
| Año                              | Lugar                            | Medalla                          | Prueba                           |
| 1996                             | Kranjska Gora (Eslovenia)        | Medalla de bronce                | Equipo                           |
| 2000                             | Antalya (Turquía)                | Medalla de oro                   | Equipo                           |